# Dyfly
Dyfly (Rhizedra lutosa) är en fjärilsart som beskrevs av Jacob Hübner 1802. Dyfly ingår i släktet Rhizedra och familjen nattflyn. Arten är reproducerande i Sverige. Inga underarter finns listade i Catalogue of Life.

## Bildgalleri

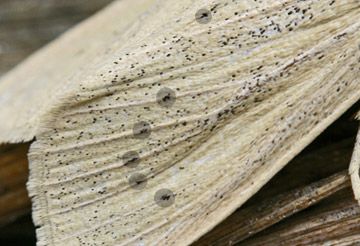
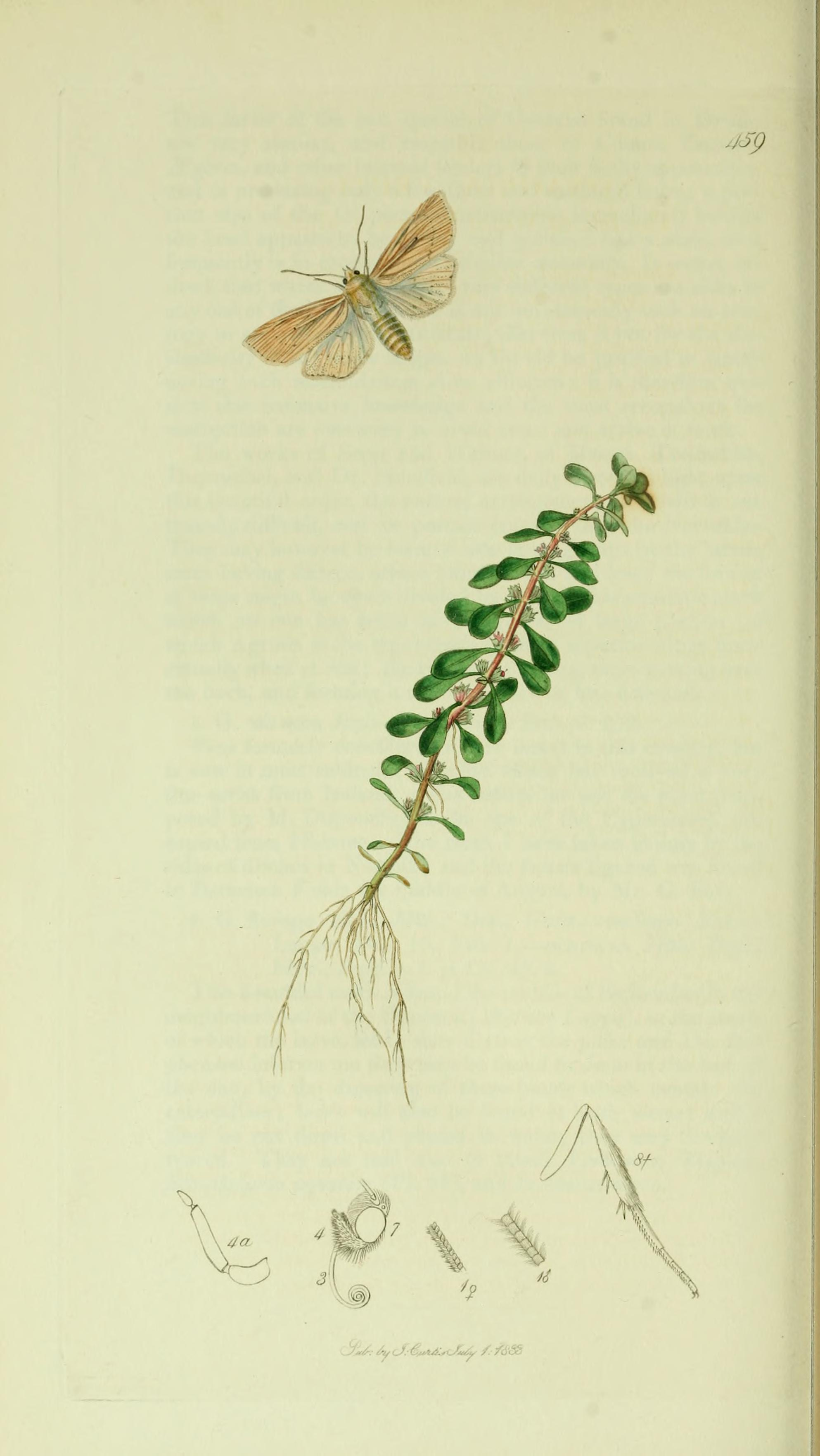